# Roquesita
La roquesita, sulfuro de indio y cobre, es un mineral extremadamente raro descubierto en la mina Charrier, en  Laprugne, Allier, Auvergne-Rhône-Alpes, (Francia), que consecuentemente es su localidad tipo, en 1963. Fue el primer mineral de indio encontrado en la naturaleza. Su nombre es un homenaje a Maurice Roques, (1911-1997), profesor de geología de la Universidad de Clermont-Ferrand (Francia).

## Propiedades físicas y químicas
En la mayor parte de los casos, la roquesita solamente puede observarse mediante microscopía de luz reflejada, técnica con la que aparece de color gris azulado. Los escasos granos visibles a simple vista son de color blanco y brillo metálico intenso. Tiene como fórmula CuInS<sub>2</sub> y es isoestructural con la calcopirita. Además de los elementos presentes en la fórmula, puede contener pequeñas cantidades de hierro, y ocasionalmente, en algunos yacimientos, estaño, zinc y plata.

## Yacimientos
Se encuentra generalmente como granos microscópicos, asociada a calcopirita, bornita, esfalerita y otros sulfuros. Solamente de forma ocasional se encuentra como microcristales o como pequeñas masas visibles a simple vista. Los ejemplares con granos de mayor tamaño se han encontrado en la mina Akenobe, Hyogo (Japón), donde aparece asociada a calcopirita, esfalerita, casiterita, ferberita y magnetita en un depósito subvolcánico. También se ha encontrado como intercrecimientos con esfalerita, formados por procesos de exolución.